# Dennis Wheatley
Dennis Yates Wheatley (8 de enero de 1897 - 10 de noviembre de 1977) fue un escritor inglés. Fue muy prolífico y llegó a ser autor de un gran número de best-sellers en los años 1950 y años 1960.

## Los Principios
Dennis Yates (o Yeats) Wheatley nació en el Sur de Londres, siendo el mayor de tres hermanos en una familia de clase media-alta, siendo su familia los dueños de Wheatley & Son of Mayfair, un negocio dedicado al vino. Sus padres eran Albert David y Florence Elizabeth Harriet Wheatley. A una edad temprana fue expulsado del colegio Dulwich College, colegio al cual habían asistido otros dos escritores bastante conocidos en la época P.G. Wodehouse y Raymond Chandler. Después de ser expulsado, Wheatley se convirtió en cadete en una escuela militar HMS Worcester (1908-1912).

## Servicio militar
Se alistó en septiembre de 1914, luchando a continuación en Cambrai, San Quintín y Passchendaele, donde se expuso a un ataque químico quedando no apto para el servicio militar.
Después de esto, se hizo cargo del negocio familiar en 1919, dejándolo en 1932 después de casi arruinarse. También en esta época se casó por segunda vez, en esta ocasión con Joan Younger.
Durante la Segunda Guerra Mundial, el talento literario de Wheatley le hizo colaborar con el ejército inglés en temas administrativos, llegando incluso a tomar parte en el plan de invasión de Normandía.

## El escritor
Su primera novela, Three Inquisitive People, en un principio no fue publicada, ya que su editor lo consideró floja. Sin embargo, su primera novela publicada fue un inmediato éxito en 1933, re-editándose siete veces en las siguientes siete semanas.
Wheatley escribía novelas de aventuras con muchos temas como: La revolución francesa, el satanismo, la Segunda Guerra Mundial y el espionaje.
En los años 1930, dedicó su tiempo a escribir novelas de misterio, que presentaba como casos policiales, con testimonios, cartas, evidencias; que tuvieron mucho éxito. Entre estas novelas se encuentran Murder Off Miami, Who Killed Robert Prentice, The Malinsay Massacre y Herewith The Clues.
En los años 1960 sus editoriales vendían un millón de copias de Wheatley al año. Algunas de sus novelas se convirtieron en películas, como es el caso de The Devil Rides Out en 1968.
En muchos casos los personajes de sus libros incluso llegan a encontrarse con personajes reales como Napoleón o Josefina o Hermann Göring.
También escribió no-ficción como es el caso de Russian Revolution of 1917 o Charles II of England y una autobiografía. Además en la época se le consideraba una autoridad en lo sobrenatural, el satanismo, la práctica del exorcismo y la magia negra.
De 1974 a 1977 editó una serie de 45 libros de otros autores para los publicistas británicos Sphere llamados "The Dennis Wheatley Library of the Occult", seleccionando los títulos y escribiendo las introducciones. La serie incluía novelas de Bram Stoker y Aleister Crowley y libros de no-ficción sobre ocultismo y lo paranormal.
Dos semanas antes de su muerte, Wheatley recibió la absolución de manos del Arzobispo de Peterborough.
Se vendió en los años 1970 toda su colección bibliográfica quedando clara sus amplios intereses literarios. También cabe mencionar que el declive de su influencia como novelista se debe en gran medida a problemas de copyright para la reedición de su catálogo.
Cincuenta y dos de sus novelas fueron publicadas después de su muerte por Heron Books UK.
Además, en abril de 2008 una compañía llamada Chorion compró los derechos.
Fue incinerado en Tooting y sus cenizas esparcidas en el cementerio de Brookwood.

## Política
Su trabajo es bastante típico de alguien de su clase y época; dejando claro la forma de vida de la gente de clase alta en Inglaterra en aquella época, siendo sus personajes muy clasistas, monárquicos e imperialistas.
En el invierno de 1947 Wheatley escribió una carta a la posteridad que guardó en su casa para ser descubierta en el futuro, después de su muerte. En ella preveía que las reformas "socialistas" introducidas después de la guerra llevarían a un estado injusto y llamaba a la resistencia de dichas ideas de forma activa y pasiva.

## Trabajos conocidos
| - The Forbidden Territory 1933 - Such Power is Dangerous 1933 - Old Rowley 1933 - Black August 1934 - The Fabulous Valley 1934 - The Devil Rides Out 1934 - The Eunuch of Stamboul 1935 - They Found Atlantis 1936 - Murder Off Miami 1936 - Contraband 1936 - The Secret War 1937 - Who Killed Robert Prentice? 1937 - Red Eagle 1937 - Uncharted Seas 1938 - The Malinsay Massacre 1938 - The Golden Spaniard 1938 - The Quest of Julian Day 1939 - Herewith the Clues 1939 - Sixty Days to Live 1939 - The Scarlet Impostor 1940 - Three Inquisitive People 1940 - Faked Passports 1940 - The Black Baroness 1940 - Strange Conflict 1941 - The Sword of Fate 1941 - Total War 1941 - V for Vengeance 1942 - Mediterranean Nights 1942 - Gunmen, Gallants and Ghosts 1943 - The Man Who Missed the War 1945 - Codeword Golden Fleece 1946 - Come into My Parlour 1946 - The Launching of Roger Brook 1947 - The Shadow of Tyburn Tree 1948 - The Haunting of Toby Jugg 1948 - The Rising Storm 1949 - The Seven Ages of Justerinis 1949 | - The Second Seal 1950 - The Man Who Killed the King 1951 - The Star of Ill Omen 1952 - To the Devil - a Daughter 1953 - Curtain of Fear 1953 - The Island Where Time Stands Still 1954 - The Dark Secret of Josephine 1955 - The Ka of Gifford Hillary 1956 - The Prisoner in the Mask 1957 - Traitors Gate 1958 - Stranger than Fiction 1959 - The Rape of Venice 1959 - The Satanist 1960 - Saturdays with Bricks 1961 - Vendetta in Spain 1961 - Mayhem in Greece 1962 - Gunmen, Gallants and Ghosts (rev.) 1963 - Mediterranean Nights (rev.) 1963 - The Sultan's Daughter 1963 - Bill for the Use of a Body 1964 - They Used Dark Forces 1964 - Dangerous Inheritance 1965 - The Eight Ages of Justerinis 1965 - The Wanton Princess 1966 - Unholy Crusade 1967 - The White Witch of the South Seas 1968 - Evil in a Mask 1969 - Gateway to Hell 1970 - The Ravishing of Lady Mary Ware 1971 - The Devil and all His Works 1971 - The Strange Story of Linda Lee 1972 - The Irish Witch 1973 - Desperate Measures 1974 - The Young Man Said 1977 - Officer and Temporary Gentleman 1978 - Drink and Ink 1979 - The Deception Planners 1980 |